# Evangelische Kirche Oberhone

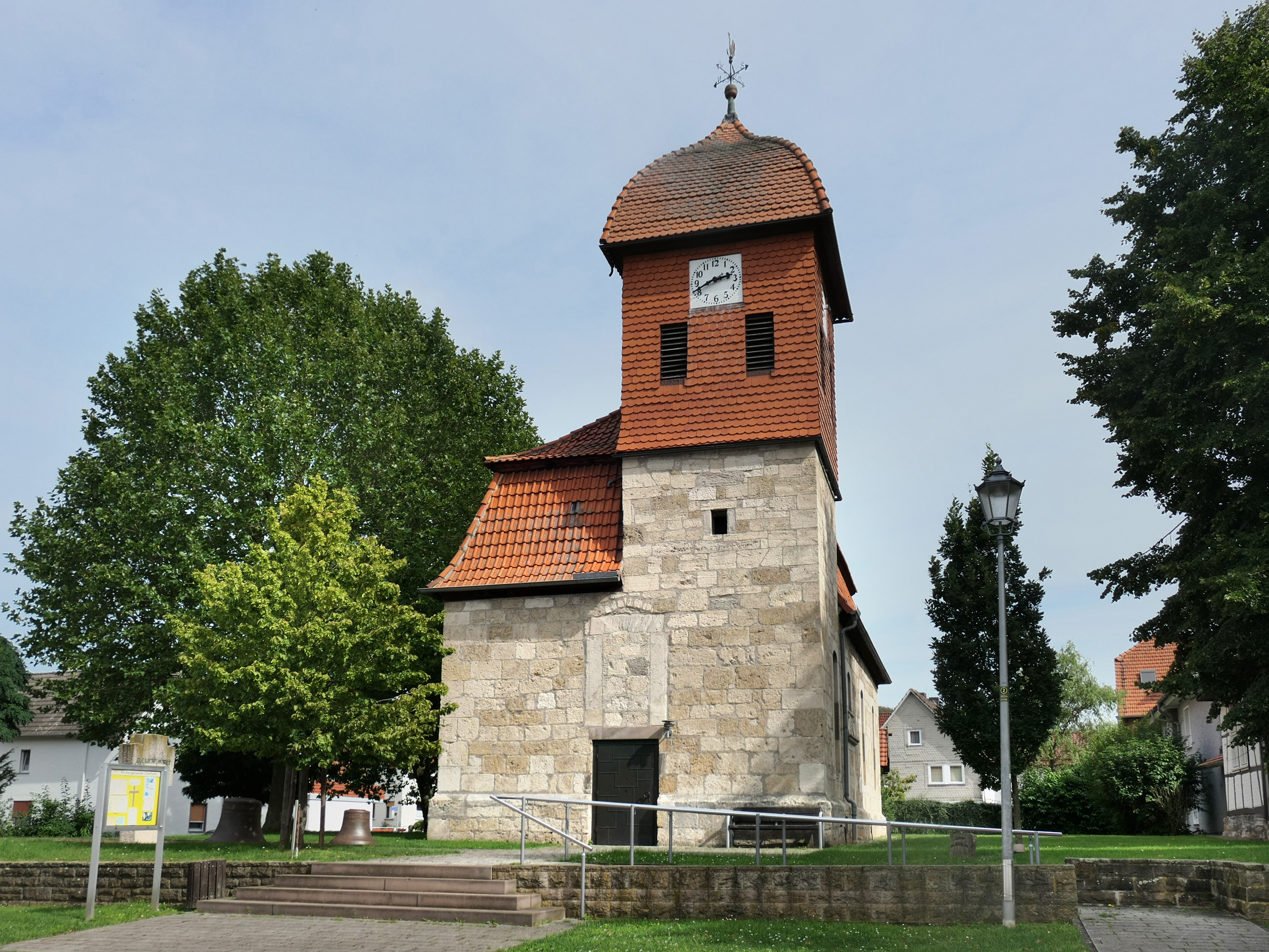
Ansicht von Westen

Die evangelische Kirche Oberhone in Oberhone, einem Stadtteil von Eschwege im nordhessischen Werra-Meißner-Kreis, ist ein denkmalgeschütztes Gebäude aus dem frühen 16. Jahrhundert. Sie steht neben dem Dorfanger in der Ortsmitte. Die Kirchengemeinde bildet mit der von Niederhone das Kirchspiel Niederhone/Oberhone im Kirchenkreis Werra-Meißner, innerhalb der Evangelischen Kirche von Kurhessen-Waldeck im Sprengel Kassel.

## Geschichte

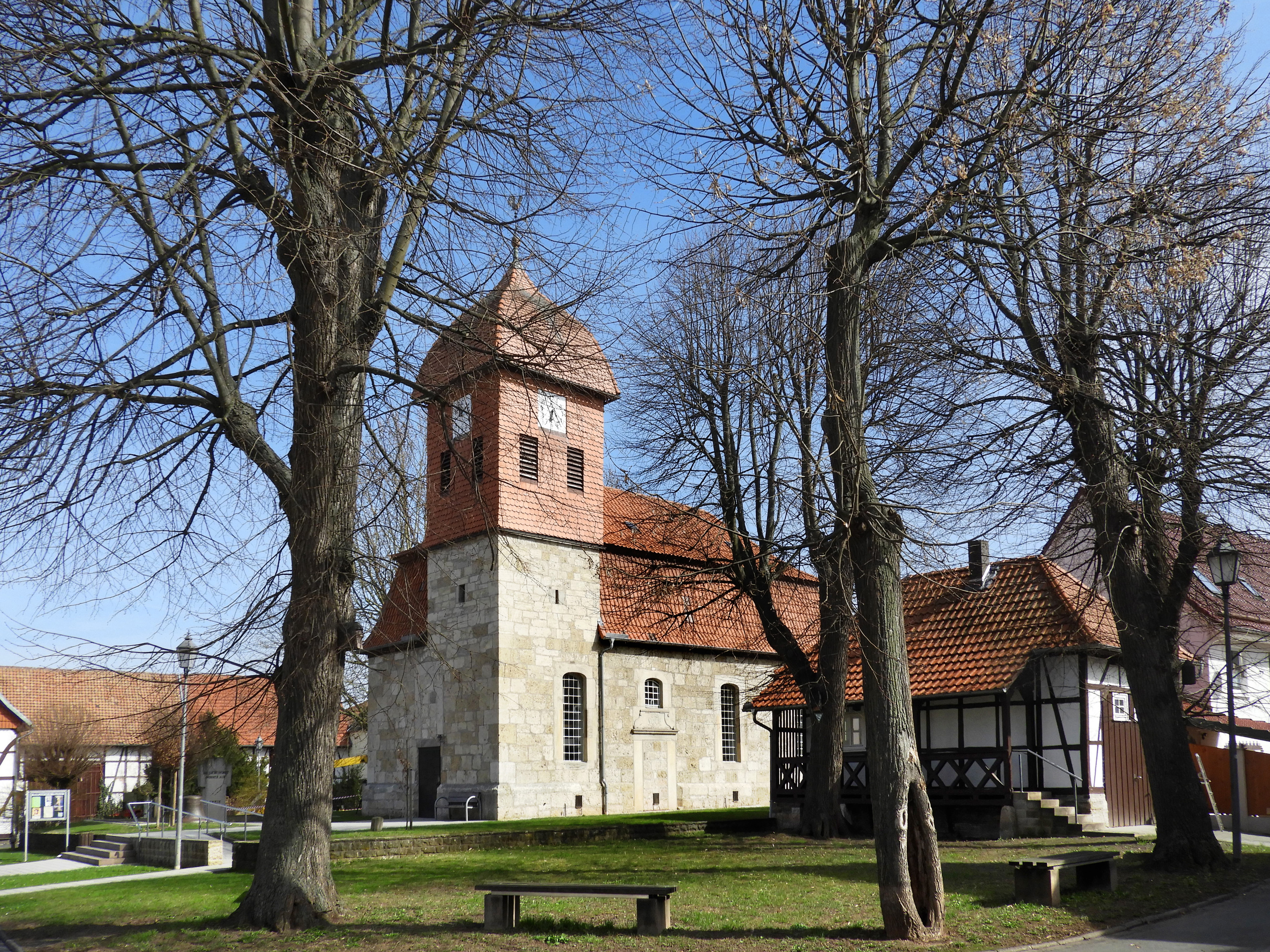
Kirche mit Anger und Musikantenhäuschen von Südwesten

Der Ort Oberhone wird als die Erweiterungs- oder Ausbausiedlung zu dem älteren Niederhone angesehen und wurde erstmals von Niederhone im 13. Jahrhundert als „superior Honede“ unterschieden. In einer Urkunde aus dem Jahr 1260 übertrug Graf Widekind von Bilstein dem Kloster Germerode eine Hufe in dem Dorf, das damals vermutlich zum größten Teil unter bilsteinischem Einfluss stand.
Bis 1508 hatten Ober- und Niederhone eine gemeinsame Kirche, die zwischen den beiden Dörfern auf dem Bückeberg stand und dem Heiligen Nikolaus geweiht war. Nachdem sie aufgehoben und abgebrochen wurde, wurden die Materialien geteilt und für die Errichtung der Kirchen in beiden Dörfern verwendet.
Das heutige Aussehen der erstmals 1501 erwähnten Oberhoner Kirche entstand laut Datierung über dem zugemauerten Portal an der Südseite im Jahr 1737. Durch umfangreiche Umbauarbeiten wurde sie zu einer schlichten Saalkirche in barocker Form geändert und im Jahr 1740 erneut eingeweiht. In früheren Zeiten umgab ein Friedhof das Gebäude. Heute erinnert ein Gedenkplatz vor dem Eingangsportal an die Opfer der beiden Weltkriege aus dem Ort.

## Die Kirche

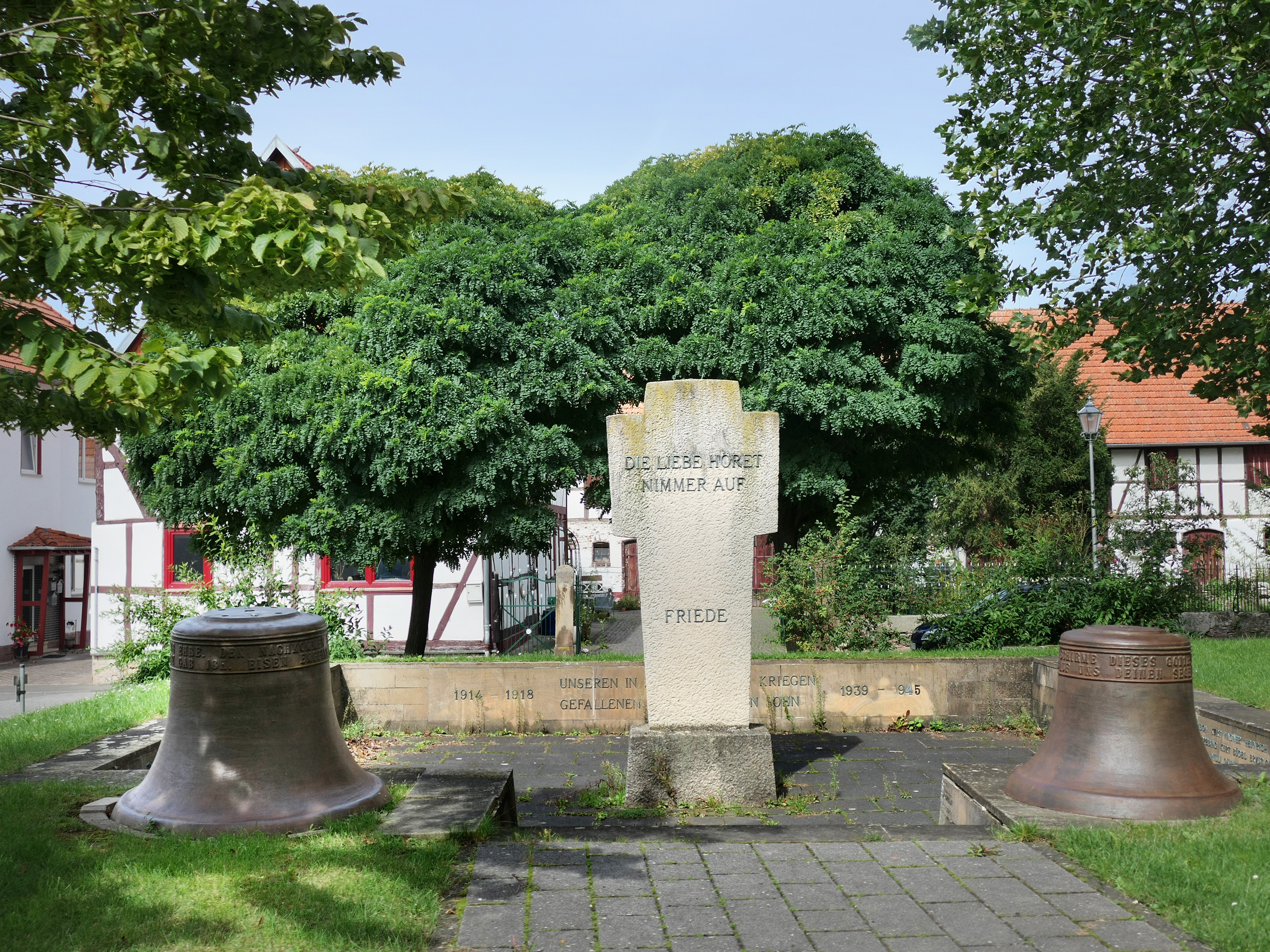
Gedenkplatz vor der Kirche für die Opfer der beiden Weltkriege

Das Kirchenschiff ist von Westen nach Osten zum Altarraum ausgerichtet und wird von einem hohen Walmdach bedeckt. Der Kirchturm an der Südwestecke trägt eine geschwungene Haube und wurde im oberen Bereich mit Dachziegeln verkleidet. Die Eingangstür zum Kirchenschiff ist im Westgiebel. Der frühere Eingang zur Empore an der Nordwand sowie der Eingang in der Südfassade wurden zugemauert. Auf den Traufseiten sind je drei Fenster mit einem Segmentbogenschluss eingefügt. Das Kircheninnere ist mit einer dreiseitigen Empore ausgestattet, die von Holzstützen mit Winkelhölzern getragen werden. Die barocke Orgel, mit zwei Harfen als Flügel auf der Empore über dem Altar wurde, so wird vermutet, ursprünglich für eine andere Kirche gebaut. Wegen zahlreicher Altersschäden wurde ihr Mitte der 1950er Jahre ein neues Innenwerk eingebaut.

## Denkmalschutz
Wegen ihrer künstlerischen, geschichtlichen und städtebaulichen Bedeutung wird die Dorfkirche als Kulturdenkmal geschützt. Sie befindet sich innerhalb der Gesamtanlage des Ortes, die aus geschichtlichen und städtebaulichen Gründen unter Denkmalschutz steht und die von bäuerlichen Bauten aus dem 17., 18. und 19. Jahrhunderts geprägt wird. Der mit Linden umgebene, halbkreisförmige Anger neben der Kirche wurde ebenfalls als Zeugnis bäuerlichen Lebens des 19. Jahrhunderts als Kulturdenkmal ausgewiesen. Der ehemalige Gerichtsplatz weist als Besonderheit eines der wenigen erhaltenen Musikantenhäuschen und die im Jahr 1936 zum Naturdenkmal erklärte Angerlinde auf. Im Denkmalverzeichnis des Landes Hessen hat die Kirche die Nummer 39816, die Gesamtanlage Oberhone die Nummer 39814 und Anger und Musikantenhäuschen die Nummer 39815.